# Селіштя-Дял
Селіштя-Дял (рум. Săliștea-Deal) — село у повіті Алба в Румунії. Входить до складу комуни Селіштя.
Село розташоване на відстані 265 км на північний захід від Бухареста, 22 км на південний захід від Алба-Юлії, 98 км на південь від Клуж-Напоки.

## Населення
За даними перепису населення 2002 року у селі проживали 309 осіб, з них 305 осіб (98,7%) румунів. Рідною мовою 306 осіб (99,0%) назвали румунську.